# Гасмор
Гасмор (нім. Haßmoor) — громада в Німеччині, розташована в землі Шлезвіг-Гольштейн. Входить до складу району Рендсбург-Екернферде. Складова частина об'єднання громад Айдерканаль.
Площа — 10,28 км2. Населення становить 263 ос. (станом на 31 грудня 2020).